# Научная ассоциация востоковедов
Научная ассоциация востоковедов (Всесоюзная научная ассоциация востоковедения при ЦИК СССР, ВНАВ) — государственная научная организация СССР, созданная для объединения востоковедов страны и организации их исследовательской работе в русле идеологии марксизма. Особое внимание уделялось также исследованию национально-освободительных движений государств востока.
Декретом ВЦИК от 13 декабря 1921 года была создана Всероссийская научная ассоциация востоковедения при Наркомнаце. Фактически организация начала функционировать 14 января 1922 года. Первым руководителем ассоциации стал М. П. Павлович, затем, после его смерти в 1927 году, ассоциацию возглавил С. М. Диманштейн.
В организации работали два постоянных отдела: историко-этнологический и политико-экономический. Ассоциация издавала журнал «Новый Восток» (1922—1930), а также серию книг «Восток в борьбе за независимость».
Ассоциация подвергалась критике как не изжившая буржуазность и состоящая из немарксистских востоковедов старой школы.
С 1930 года функции ассоциации были поглощены Академией Наук СССР, и она слилась с Институтом востоковедения АН СССР в Ленинграде. Публикация журнала и серии книг после этого прекратилась.
Постановлением Президиума АН СССР от 28 июня 1979 г. была создана Всесоюзная Ассоциация Востоковедов АН СССР.